# 全日本学生弓道連盟
全日本学生弓道連盟（ぜんにほんがくせいきゅうどうれんめい、以下全日学連と略称する）は、日本国内の大学弓道部を統括する競技組織である。本部を千代田区に置いている。大学弓道部による競技は、一般の弓道に対して学生弓道・大学弓道などと呼ばれる。全学連は一般弓道界の全国組織である全日本弓道連盟（全弓連）とは歴史的経緯を異にしており、現在でも包含関係にはない。また競技規則・試合形式も異なる点が多い。以下この項では学生弓道・大学弓道全般について述べる。

## 略史
明治維新後しばらくの間、弓道（昭和初期までは一般に弓術と呼ばれていた）をはじめとした武道は顧みられず衰退していた。明治20年（1887年）頃より徐々に復活の気運が盛り上がり、各種学校でも東京帝国大学・第一高等学校（明治24年）、慶應義塾（明治25年）、東京専門学校（早稲田大学）（明治30年）、京都帝国大学（同）などで団体が組織され始めた。大正13年には都下学生弓道連盟が設立され、翌14年には第一回日本学生弓道選手権大会が開催された。昭和5年には日本学生弓道連盟が設立された。戦前は大学よりも旧制高校や各種旧制専門学校の部活動が盛んであり、東京帝国大学、京都帝国大学などが主催する大会（インカレと呼ばれた）で覇を競った。しかし第二次世界大戦の激化とともに学校弓道は活動停止を余儀なくされた。
戦後は連合国総司令部 (GHQ) によって、昭和20年（1945）から昭和27年（1952）まで、剣道・柔道などとともに学校教育では禁止された。しかし一部の大学では終戦後から復活の動きがあり、昭和28年7月には全日本学生弓道連盟（初代会長：高木棐）が創立され、橿原公苑弓道場にて第一回全日本学生弓道選手権大会が開催された。同年12月には第一回全日本学生弓道王座決定戦が開催された。
昭和30年11月には第一回東西学生弓道選抜対抗試合が開催された。
昭和30～40年代には大学新設や戦前の弓道部の復活により多くの弓道部が生れ、各地の地区連盟が結成された。
- 昭和29年、全北海道学生弓道連盟（現北海道学生弓道連盟）創立
- 昭和30年、東京都学生弓道連盟および中四国学生弓道連盟創立
- 昭和33年、東海学生弓道連盟および関西学生弓道連盟創立
- 昭和35年、東北学生弓道連盟創立
- 昭和43年、北信越学生弓道連盟創立および関東学生弓道連盟創立

昭和45年7月には第一回全日本学生弓道遠的選手権大会が開催された。
昭和64年には第一回全国大学弓道選抜大会開催（全日本弓道連盟主催）が開催された。
大学弓道では戦後もしばらくの間、女子部員が少数であったため競技は男女別ではなかったが、昭和36年の第九回全日本学生弓道選手権大会開催より個人戦が男女別となり、翌年の第十回大会より団体戦も男女別となった。昭和52年11月には第一回全日本学生弓道女子王座決定戦および第一回女子東西学生弓道選抜対抗試合が開催された。

## 地区連盟
全学連は以下の九つの地区連盟で組織されており、地域内の各大学弓道部が加盟している。
- 北海道学生弓道連盟（北海道の大学）
- 東北学生弓道連盟（青森県、岩手県、宮城県、秋田県、山形県、福島県の各大学）
- 関東学生弓道連盟（茨城県、栃木県、群馬県、埼玉県、千葉県、神奈川県、山梨県の各大学）
- 東京都学生弓道連盟（東京都の大学）
- 北信越学生弓道連盟（新潟県、富山県、石川県、福井県、長野県の各大学）
- 東海学生弓道連盟（岐阜県、静岡県、愛知県、三重県の各大学）
- 関西学生弓道連盟（滋賀県、京都府、大阪府、兵庫県、奈良県、和歌山県の各大学）
- 中四国学生弓道連盟（鳥取県、島根県、岡山県、広島県、山口県、徳島県、香川県、愛媛県、高知県の各大学）
- 九州学生弓道連盟（福岡県、佐賀県、長崎県、熊本県、大分県、宮崎県、鹿児島県、沖縄県の各大学）

各地区連盟に加盟できるのは基本的に一校から一団体である。大学本部の所在地の連盟に所属するため、活動場所と連盟の範囲が一致しない場合がある（例えば東京都学生弓道連盟所属の大学には、神奈川県に道場があるものもある）。

## 主要大会・試合

### 本連盟主催
全日本学生弓道選手権大会
8月に開催される。通称全日、インカレなど。武道館大ホール、名古屋、神戸の持ち回りで開催される。 近的競技で男女団体および個人戦が行われ、優勝校は11月の全日本学生弓道王座決定戦出場権を得る。
【男子】5人立、［予選・決勝トーナメント］各4射＝計20射、
【女子】4人立、［予選・決勝トーナメント］各4射＝計16射
2024年度大会まで女子は3人立で行われていたが、2025年度大会から４人立で実施することが決定された。
全日本学生弓道遠的選手権大会
上記大会と連続して開催され、遠的競技で男女個人戦が行われる。
全日本学生弓道王座決定戦・全日本学生弓道女子王座決定戦
11月下旬に伊勢神宮弓道場で開催される。通称「王座」・「伊勢大会」。東西学生弓道選抜対抗試合と併せて開催される。各連盟の秋季リーグ戦・大会の優勝校、及び8月の全日本学生弓道選手権大会優勝校の計10校のトーナメント形式で行われる。全日優勝校が地区代表になった場合は全日準優勝校が出場する。
【男子】4人立2組（計8人）、［1回戦・準決勝］12射=計96射、［決勝］20射＝計160射
【女子】4人立1組、［1回戦・準決勝］8射=計32射、［決勝］12射＝計48射
東西学生弓道選抜対抗試合・女子東西学生弓道選抜対抗試合
上記大会と併催される。通称「東西」。各連盟の秋季リーグ戦・大会での個人成績上位者計26人（人数は連盟ごとに割り振られている。下記参照。）が出場する。東日本の各連盟代表13人が東軍、西日本の各連盟代表13人が西軍となり、両軍とも5人立2組（計10人）、1人20射の計200射で競う（13人の残り3人は補欠で、全員出場する）。リーグ戦形式をとる連盟では団体成績にかかわらず個人成績が良ければ東西に出場できるが、大会形式をとる連盟では決勝リーグの成績で決定するため、東西出場のためには団体で予選通過する必要がある。例年高的中となるが、これまでの最高記録は2002年の男子の188中である。
【男子】
東軍（北海道1人、東北2人、関東3人、東京都6人、北信越1人）
西軍（東海2人、関西5人、中四国2人、九州4人）
【女子】
東軍（北海道1人、東北2人、関東3人、東京都6人、北信越1人）
西軍（東海2人、関西5人、中四国2人、九州4人）

### 各地区連盟主催
試合・大会やその形式は各連盟によって異なるが、新人戦、記録会（百射会等）、地区大会、リーグ戦等が開催されている。秋に行われる試合により王座決定戦への出場権が争われる。この試合は多くの地区ではリーグ戦形式で行われるが、大会形式の地区もある。
リーグ戦は成績順に1部リーグ、2部リーグ等に分けられている。各部優勝校は上部リーグの最下位校と入替戦を行い、勝者が上部リーグに残留もしくは昇格し、敗者が下部リーグに残留もしくは降格し、翌年度の編成が決まる。1部リーグ優勝校が王座決定戦に出場する。男子は4人立2組（計8人）の計8人、女子は3人立1組の計3人、または4人立1組の計4人の形式である。立の人数や射数は各連盟のリーグ戦や大会によって異なる。詳細は以下の通り。
北海道学生弓道連盟
【男子】4人立2組（計8人）、1人12射、計96射
【女子】3人立1組、1人12射、計36射
全道学生弓道争覇戦として、10月下旬に連続2日間の日程でリーグ戦及び入替戦を行う。
東北学生弓道連盟
【男子】4人立2組（計8人）、1人20射＝計160射
【女子】3人立1組、1人12射＝計36射
東北地区秋季学生弓道大会として、10月上中旬に連続2日間の日程でリーグ戦及び入替戦を行う。
関東学生弓道連盟
【男子】4人立2組（計8人）、1人20射＝計160射
【女子】3人立1組、1人20射＝計60射
関東学生弓道選手権大会として、北関東ブロック（群馬・栃木・茨城）、中関東ブロック（埼玉・千葉）、南関東ブロック（神奈川・山梨）の3ブロックに分かれ、9月下旬から10月中下旬にかけて各日曜に1試合ずつリーグ戦を行う。その後、11月上旬に各ブロック1部リーグ優勝校が三つ巴の決勝戦を行う。また、同日には各リーグ入替戦も行われる。
東京都学生弓道連盟
【男子】4人立2組（計8人）、1人20射＝計160射
【女子】4人立1組、1人20射＝計80射
9月中旬から10月中旬にかけて各日曜に1試合ずつリーグ戦（特に大会名は無い）を行い、その後10月下旬に入替戦が行われる。
北信越学生弓道連盟
【男子】4人立2組（計8人）、1人8射＝計64射
【女子】4人立1組、1人8射＝32射
北信越学生弓道選手権大会として、10月上旬に連続3日間の日程でリーグ戦を行い、その後11月上旬に入替戦が行われる。
東海学生弓道連盟
【男子】4人立2組（計8人）、1人20射＝計160射
【女子】3人立1組、1人20射＝計60射
東海学生弓道秋季リーグ戦として、9月上旬から10月中下旬にかけて各日曜に1試合ずつリーグ戦を行い、その後11月上旬に入替戦が行われる。
関西学生弓道連盟
【男子】4人立2組（計8人）、1人20射＝計160射
【女子】4人立1組、1人20射＝計80射
9月中旬から10月中旬にかけて各日曜に1試合ずつリーグ戦（特に大会名は無い）を行い、その後11月上旬に入替戦が行われる。
中四国学生弓道連盟
【男子】6人立1組、［予選］1人16射＝計96射、［決勝リーグ］1人8射＝計48射
【女子】3人立1組、［予選］1人16射＝計48射、［決勝リーグ］1人8射＝計24射
中四国学生弓道選手権大会として、10月中下旬に連続3日間の日程で予選とリーグ戦形式の決勝を行う。予選総的中上位9校（女子は10校）が決勝リーグに進出できる。
九州学生弓道連盟
【男子】4人立2組（計8人）、［予選］1人8射＝計64射、［決勝リーグ］1人4射＝計32射
【女子】3人立1組、［予選］1人8射＝計24射、［決勝リーグ］1人4射＝計12射
九州学生弓道選手権大会として、10月中下旬に連続3日間の日程で予選とリーグ戦形式の決勝を行う。予選総的中上位8校が決勝リーグに進出できる。

### 全弓連主催
全国大学弓道選抜大会
6月に東京で開催される。前年の各地区連盟リーグ戦・大会の成績上位校が出場できる。
【男子】5人立、［予選］各4射=計20射、［決勝トーナメント］各4射＝計20射
【女子】4人立、［予選］各4射=計16射、［決勝トーナメント］各4射＝計20射
各地域の出場枠及び現行の各学連推薦基準は以下の通り。

#### 男子
| 地域   | 枠 | 推薦基準                                                                                        |
| ------ | -- | ----------------------------------------------------------------------------------------------- |
| 北海道 | 2  | 開催前年の全道学生弓道選手権大会の予選射数と全道学生弓道争覇戦の合計総射数に対する的中率上位2校 |
| 東北   | 3  | 開催前年の東北地区秋季学生弓道大会の的中率上位3校                                               |
| 東京都 | 10 | 開催前年のリーグ戦的中率上位10校                                                                |
| 関東   | 5  | 開催同年の関東学生弓道選手権春季トーナメント大会予選の的中上位5校                               |
| 東海   | 5  | 開催前年のリーグ戦的中率上位5校                                                                 |
| 北信越 | 3  | 開催同年の春季北信越学生弓道大会の順位上位3校                                                   |
| 関西   | 12 | 開催前年のリーグ戦的中率上位12校                                                                |
| 中四国 | 4  | 開催前年の中四国学生弓道選手権大会の予選の的中数上位4校                                         |
| 九州   | 5  | 開催前年の九州学生弓道選手権大会決勝リーグ的中率上位5校                                         |

#### 女子
| 地域   | 枠 | 推薦基準                                                                                        |
| ------ | -- | ----------------------------------------------------------------------------------------------- |
| 北海道 | 1  | 開催前年の全道学生弓道選手権大会の予選射数と全道学生弓道争覇戦の合計総射数に対する的中率上位1校 |
| 東北   | 2  | 開催前年の東北地区秋季学生弓道大会の的中率上位2校                                               |
| 東京都 | 12 | 開催前年のリーグ戦的中率上位12校                                                                |
| 関東   | 4  | 開催同年の関東学生弓道選手権春季トーナメント大会予選の的中上位4校                               |
| 東海   | 5  | 開催前年のリーグ戦的中率上位5校                                                                 |
| 北信越 | 3  | 開催同年の春季北信越学生弓道大会の順位上位3校                                                   |
| 関西   | 10 | 開催前年のリーグ戦的中率上位10校                                                                |
| 中国   | 4  | 開催前年の中四国学生弓道選手権大会予選の中国地方の的中数上位4校                                 |
| 四国   | 2  | 開催前年の中四国学生弓道選手権大会予選の四国地方の的中数上位2校                                 |
| 九州   | 3  | 開催前年の九州学生弓道選手権大会決勝リーグ的中率上位3校                                         |

## 応援
学生弓道ならではの応援「矢声」がある。
これには一部一般弓道愛好家には批判がある。
確かに弓道は「真善美」を目的とした武道ではあるが、学生弓道の大会では的中主義というのが前提となっているため、スポーツとしての側面の方が目立っているようだ。
一部の地域ではこの応援がなくてはならないものとなっている。
最近の傾向として、インカレ、全関東などの大きな大会に限り強豪校を中心に減少しつつある。